# Liza Li

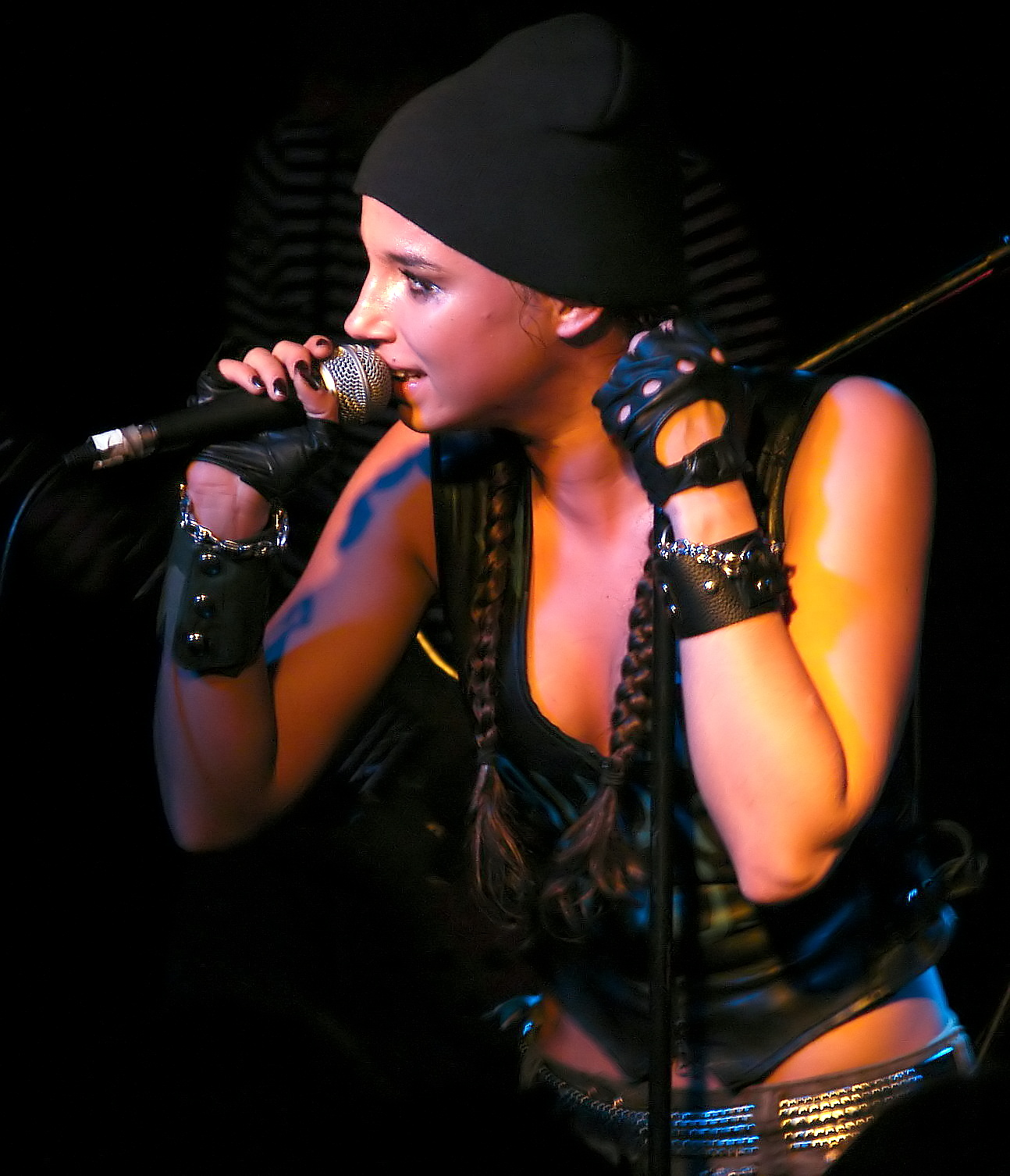
Liza Li w klubie Underground, Kolonia

Liza Li (ur. 30 marca 1988 w Düsseldorfie, Niemcy) – piosenkarka pochodząca z Niemiec, grająca muzykę pop-punk.
Nazywa się Liza Wilke. Jest znana tylko w swoim kraju. Jej styl ubierania się i zachowania jest ostry (lubi czaszki i inne punkowe dodatki).

## Single
"Ich könnte dich erschiessen" – 2006 #14
"Sterben" – 2006 #27
"Zum glück macht Liebe blind" – 2007 #64

## Albumy
18 – 1 grudnia 2006 #61